# Seismograph Building
Le Seismograph Building est un bâtiment scientifique dans le comté de Shasta, en Californie, dans l'ouest des États-Unis. Protégé au sein du parc national volcanique de Lassen, cet édicule destiné à abriter un sismographe est situé au nord-est du Loomis Museum, avec lequel il est inscrit au Registre national des lieux historiques depuis le 25 février 1975. C'est par ailleurs une propriété contributrice au district historique des Manzanita Lake Naturalist's Services depuis sa création le 23 juin 2006.